# 乌珠尔苏木
乌珠尔苏木，是中国内蒙古自治区呼伦贝尔市陈巴尔虎旗下辖的一个乡镇级行政单位。

## 行政区划
乌珠尔苏木共辖以下地区：
西格登嘎查村、萨如拉塔拉嘎查村、乌珠尔嘎查村、海拉图嘎查村、额尔敦乌拉嘎查村、巴彦乌拉嘎查村、查干诺尔嘎查村、乌珠尔生活区、东乌珠尔生活区。